# Tetragonia copiapina
Tetragonia copiapina är en isörtsväxtart som beskrevs av Rodolfo Amando Philippi. Tetragonia copiapina ingår i släktet tetragonior, och familjen isörtsväxter. Inga underarter finns listade i Catalogue of Life.